# نادي فايبرز
نادي فايبرز الرياضي (بالإنجليزية: Vipers Sports Club)‏ هو نادي كرة قدم أوغندي تأسس سنة 1969، ويلعب حالياً دوري السوبر الأوغندي.